# Melantios (malarz)
Melantios z Sykionu (gr. Μελάνϑιος, łac. Melantius) – grecki malarz, przedstawiciel sykiońskiej szkoły malarskiej, aktywny pod koniec IV wieku p.n.e.
Był uczniem Pamfilosa. Wymieniany jako jeden ze współtwórców (obok m.in. Apellesa)  obrazu przedstawiającego tyrana Arystratosa po zwycięstwie w wyścigach.
Znany także jako autor portretu Peryklesa, odrestaurowanego potem przez Nealkesa. Obrazy jego stały się później własnością egipskiego Ptolemeusza III, będącego admiratorem jego twórczości.
Melantios był również autorem traktatu o malarstwie. Pliniusz wymienia go jako jednego z pierwszych malarzy stosujących tylko cztery barwy.